# Peng (Mythologie)
Der Peng (chinesisch 鵬 / 鹏, Pinyin péng, Jyutping paang4, auch 大鵬 / 大鹏,  dàpéng, Jyutping daai6paang4) ist ein riesenhafter Vogel der chinesischen Mythologie, weswegen er oft mit dem Vogel Rock des arabischen Sagenkreises verglichen wurde. Er soll dem Feng Huang in Aussehen und Lebensweise gleichen, ist jedoch sehr viel größer. Der Sagenvogel wurde erstmals vom Taoisten Zhuang Zi in einem seiner Gleichnisse erwähnt. Sein Rücken soll großen Bergen gleichen und seine Flügel Wolken, die vom Himmel fallen.